# Alain Baxter
Alain Baxter (Edimburgo, 26 dicembre 1973) è un ex sciatore alpino britannico specialista dello slalom speciale.

## Biografia
Alain Baxter, originario di Aviemore, proviene da una famiglia di grandi tradizioni nello sci alpino: è figlio di Iain e Sue, entrambi sciatori della nazionale britannica, e fratello maggiore di Noel, anche lui nazionale nello sci alpino. È inoltre cugino di Lesley McKenna, snowboarder di ottimo livello.

### Stagioni 1991-2000
Baxter, entrato nel giro della nazionale a sedici anni, ottenne il primo piazzamento internazionale di rilievo in occasione dei Mondiali juniores di Geilo/Hemsedal 1991, dove arrivò 47º nello slalom speciale; nelle medesime località e specialità esordì anche in Coppa Europa, il 5 dicembre 1994 senza completare la prova. Debuttò in Coppa del Mondo il 10 febbraio 1996 a Hinterstoder in slalom gigante, senza completare la prova, e ai Campionati mondiali a Sierra Nevada 1996, dove si classificò 26º nella medesima specialità.
Ai Mondiali di Sestriere 1997 non concluse lo slalom gigante e ai XVIII Giochi olimpici invernali di Nagano 1998, suo esordio olimpico, si piazzò 31º nello slalom gigante e non completò lo slalom speciale; l'anno dopo ai Mondiali di Vail/Beaver Creek 1999 si classificò 28º nello slalom gigante e 22º nello slalom speciale.

### Stagioni 2001-2002
Nella stagione 2001-2002, la migliore di Baxter in Coppa del Mondo, conquistò i primi punti nel circuito, il 19 novembre nello slalom speciale di Park City (21º), e tutti i suoi quattro piazzamenti nei primi dieci, tra cui il 4º posto nello slalom speciale di Åre dell'11 marzo, suo miglior risultato; la classifica finale dello slalom speciale del 2000-2001 lo vide all'11º posto, miglior piazzamento mai raggiunto fino ad allora da un atleta britannico (in seguito sarà superato da Dave Ryding, 8º nel 2017). Nella stessa stagione ai Mondiali di Sankt Anton am Arlberg sempre in slalom speciale fu 16º.
Ai XIX Giochi olimpici invernali di Salt Lake City 2002 Baxter arrivò a sorpresa 3º nella gara di slalom speciale alle spalle dei francesi Jean-Pierre Vidal e Sébastien Amiez, primo britannico a vincere una medaglia olimpica nello sci alpino; tuttavia venne trovato alcuni giorni dopo positivo al controllo antidoping per la metanfetamina. L'atleta scozzese si difese affermando che la sostanza era contenuta in uno spray per il naso, ma in ottobre il CIO prese la sua decisione definitiva, revocando la medaglia (assegnata a Benjamin Raich) e squalificandolo per tre mesi.

### Stagioni 2003-2009
Dopo le Olimpiadi americane non si confermò più ad alti livelli: tra il 2002-2003 e il 2004-2005 in Coppa del Mondo raccolse solo sei piazzamenti nei primi venti e a partire dal gennaio 2005 non andò più a punti nel circuito. Nella stagione 2002-2003 in Coppa Europa conquistò invece le sue due vittorie di carriera, suoi unici podi (il 13 dicembre a Obereggen in KO slalom e il 10 febbraio a Oberjoch in slalom speciale), mentre ai Mondiali di Sankt Moritz 2003 si classificò 26º nello slalom gigante e non completò lo slalom speciale.
Ai Mondiali di Bormio/Santa Caterina Valfurva 2005 si piazzò 16º nello slalom speciale e ai XX Giochi olimpici invernali di Torino 2006, sua ultima presenza olimpica, fu 16º nello slalom speciale. L'anno dopo ai Mondiali di Åre 2007, suo congedo iridato, non completò lo slalom speciale; prese per l'ultima volta il via in Coppa del Mondo il 9 marzo 2008 a Kranjska Gora sempre in slalom speciale, senza completare la prova. Alla fine della stagione 2008-2009 annunciò il ritiro dall'attività agonistica; la sua ultima fu lo slalom speciale dei Campionati britannici 2009, disputato il 2 aprile a Méribel e non completato da Baxter.

## Palmarès

### Coppa del Mondo
- Miglior piazzamento in classifica generale: 34º nel 2001

### Coppa Europa
- Miglior piazzamento in classifica generale: 19º nel 2003
- 2 podi:
  - 2 vittorie

#### Coppa Europa - vittorie
| Data             | Località  | Paese    | Specialità |
| ---------------- | --------- | -------- | ---------- |
| 13 dicembre 2002 | Obereggen | Italia   | KO SL      |
| 10 febbraio 2003 | Oberjoch  | Germania | SL         |

Legenda:

SL = slalom speciale

KO SL = KO slalom

### Nor-Am Cup
- Miglior piazzamento in classifica generale: 28º nel 2000
- 4 podi:
  - 1 vittoria
  - 3 terzi posti

#### Nor-Am Cup - vittorie
| Data         | Località     | Paese  | Specialità |
| ------------ | ------------ | ------ | ---------- |
| 9 marzo 2000 | Osler Bluffs | Canada | SL         |

Legenda:

SL = slalom speciale

### Campionati britannici
- 18 medaglie:
  - 11 ori (slalom gigante nel 1995; slalom gigante, slalom speciale nel 1996; slalom gigante nel 1997; slalom gigante, slalom speciale nel 1998; slalom speciale nel 2000; slalom gigante, slalom speciale nel 2001; slalom speciale nel 2002; slalom speciale nel 2004)
  - 4 argenti (slalom gigante, slalom speciale nel 2003; slalom speciale nel 2007; slalom speciale nel 2008)
  - 3 bronzi (supergigante nel 1995; supergigante nel 1996; slalom gigante nel 2006)